# Сулковский, Антоний
Князь Антоний Сулковский  (пол. Antoni Sułkowski; 11 июня 1735 — 16 апреля 1796, Рыдзына) — польский государственный деятель, воевода гнезненский (1775—1786) и калишский (1786—1795), последний канцлер великий коронный (1793—1795), полковник польской армии (1757), генерал-лейтенант коронных войск (с 1762 года), шеф драгунского полка имени Потоцких и полка Рыдзынской ординации (1774), подкоморий (камергер) австрийского двора с 1765 года, староста сокольницкий.

## Биография
Младший (четвертый) сын польского аристократа Александра Юзефа Сулковского (1695—1762) и Марии Франциски фон Штейн (1712—1741).
Князь Священной Римской империи, 3-й ординат Радзынский (1786), староста Соколницкий, Езёрницкий.
Участвовал на стороне России в Семилетней войне с Пруссией (1756—1763).
В 1757 году получил чин полковника, а в 1762 году стал генерал-лейтенантом польской армии.
В 1765 году Антоний Сулковский был назначен камергером (подкоморием) при австрийском императорском дворе.
Князь Антоний Сулковский был избран послом от Ломжинской земли на разделительный сейм, где вошел в состав комиссии, вынужденной под давлением дипломатов России, Австрии и Пруссии согласиться на Первый раздел Речи Посполитой.
В 1773 году вошел в состав Эдукационной комиссии, созданной на сейме, член конфедерации Адама Понинского.
В 1775 году князь Антоний Сулковский был назначен воеводой Гнезненским, канцлер Постоянного совета.
В 1776 — входил в состав конфедерации Андрея Мокроновского.
В 1786 году был назначен воеводой Калишским.
В 1792 году стал консуляром (советником) Тарговицкой конфедерации от Калишского воеводства.
На Гродненском сейме 1793 года по инициативе короля Станислава Августа Понятовского был включен в состав делегатов для переговоров с российским послом Яковом Сиверсом.
В 1793-1795 годах — последний канцлер великий коронный.
Кавалер Мальтийского ордена, командор Ордена Провидения Божьего.

## Награды
- Орден Святого Александра Невского (20.11.1760)
- Орден Святой Анны (1776)
- Орден Святого апостола Андрея Первозванного (1776)
- Орден Святого Станислава (1777)
- Орден Белого Орла (1779)

## Семья и дети
Антоний Сулковский был дважды женат. 28 января 1766 года женился на Марианне Дзялынской, дочери хорунжего калишского Якуба Дзялынского (1709—1756), с которой развелся 19 декабря 1781 года. Вторично Марианна вышла замуж за королевского камергера Михала Воловича.
В 1784 году Антоний Сулковский вторично женился на графине Каролине фон Литц (1759—1831).
Дети:
- Антоний Павел Сулковский (1785—1836), 4-й ординат Рыдзынский (1796—1836), полковник пехоты (1807) и бригадный генерал (1810) в Варшавском герцогстве, генерал дивизии и генерал-адъютант (1815—1818).